# Lloyd Appleton
Lloyd Appleton (Iowa, Estados Unidos, 1 de febrero de 1906-17 de marzo de 1999) fue un deportista estadounidense especialista en lucha libre olímpica donde llegó a ser subcampeón olímpico en Ámsterdam 1928.

## Carrera deportiva
En los Juegos Olímpicos de 1928 celebrados en Ámsterdam ganó la medalla de plata en lucha libre olímpica estilo peso wélter, siendo superado por el finlandés Arvo Haavisto (oro) y por delante del canadiense Maurice Letchford (bronce).